# IC 1517
IC 1517 ist eine linsenförmige Galaxie vom Hubble-Typ E-S0 im Sternbild Fische auf der Ekliptik. Sie ist schätzungsweise 333 Millionen Lichtjahre von der Milchstraße entfernt.
Das Objekt wurde am 12. November 1891 von Lewis Swift entdeckt.